# Lipid raft

In het celmembraan zijn er gebieden waar verschillende eiwit- en lipidemoleculen samenkomen in een 'lipid raft' (2). Dit zijn relatief georganiseerde gebieden met een andere lipidensamenstelling dan de rest van de lipide dubbellaag (1).

Een lipid raft is een lokaal, heterogeen gebied (van 10–200 nm) in het plasmamembraan waar zich een concentratie van sfingolipiden, cholesterolmoleculen en membraaneiwitten bevindt. Vermoed wordt deze membraandomeinen een belangrijke rol spelen bij celsignalering, doordat het receptormoleculen of andere (geglycosyleerde) membraaneiwitten kan samenbrengen en stabiliseren. Omdat biologische membranen zeer dynamisch zijn en directe visualisatie met behulp van miscroscopen moeilijk is, was het bestaan van lipid rafts lange tijd onderwerp van discussie in de celbiologie.
Sfingolipiden bevatten lange, grotendeels verzadigde acylketens, waardoor ze dichter op elkaar liggen dan fosfolipiden. Het dicht op elkaar liggen van de acylketens veroorzaakt een fasescheiding in het membraan; lokale sfingolipiderijke gebieden drijven als een 'vlot' (raft) in de verder losser georganiseerde lipidendubbellaag. Door onderlinge interacties met cholesterol en transmembraaneiwitten wordt het membraandomein gestabiliseerd. Naar schatting bestaat wel 50% van het plasmamembraan uit dergelijke lipid rafts. Ze komen voor bij alle domeinen van leven.

## Functie en relevantie
Uit biochemische en biofysische experimenten blijkt dat lipid rafts een belangrijke rol spelen bij vele cellulaire processen, zoals membraanverkeer (membrane trafficking), celsignalering en pathogeen–gastheerinteracties. In een raft worden eiwitmoleculen zoals receptoren, kinases en adaptoreiwitten bij elkaar gebracht, zodat deze eiwitten elkaar makkelijker kunnen activeren. Door signaalcomponenten binnen één microdomein te concentreren, kan multimerisatie optreden van eiwitten en zal interactiewaarschijnlijkheid ('encounter probability') hoog genoeg zijn om een stabiele signaaltransductieroute in gang te zetten. Het belang van lipid rafts voor celsignalering is met name binnen de immunologie sterk aangetoond. Bij T-cellen zijn rafts bijvoorbeeld essentieel voor de vorming van het T-celreceptorcomplex met bijbehorende signaaleiwitten (zoals CD3 en CD45).
Lipid rafts spelen een belangrijke rol bij de interactie tussen cellen en pathogenen. Veel virussen (zoals hiv of influenza) en ook bepaalde bacteriële toxines gebruiken lipid rafts als een aanhechtingpunt in het membraan. De hoge concentratie van specifieke eiwitreceptoren in rafts maakt mogelijk dat het virusdeeltje met hoge affiniteit via de lipid raft aan het celmembraan vasthecht. Afsnoering van nieuwe virusdeeltjes uit een geïnfecteerde cel gaat vermoedelijk ook via raft-domeinen.

## Onderzoek naar lipid rafts

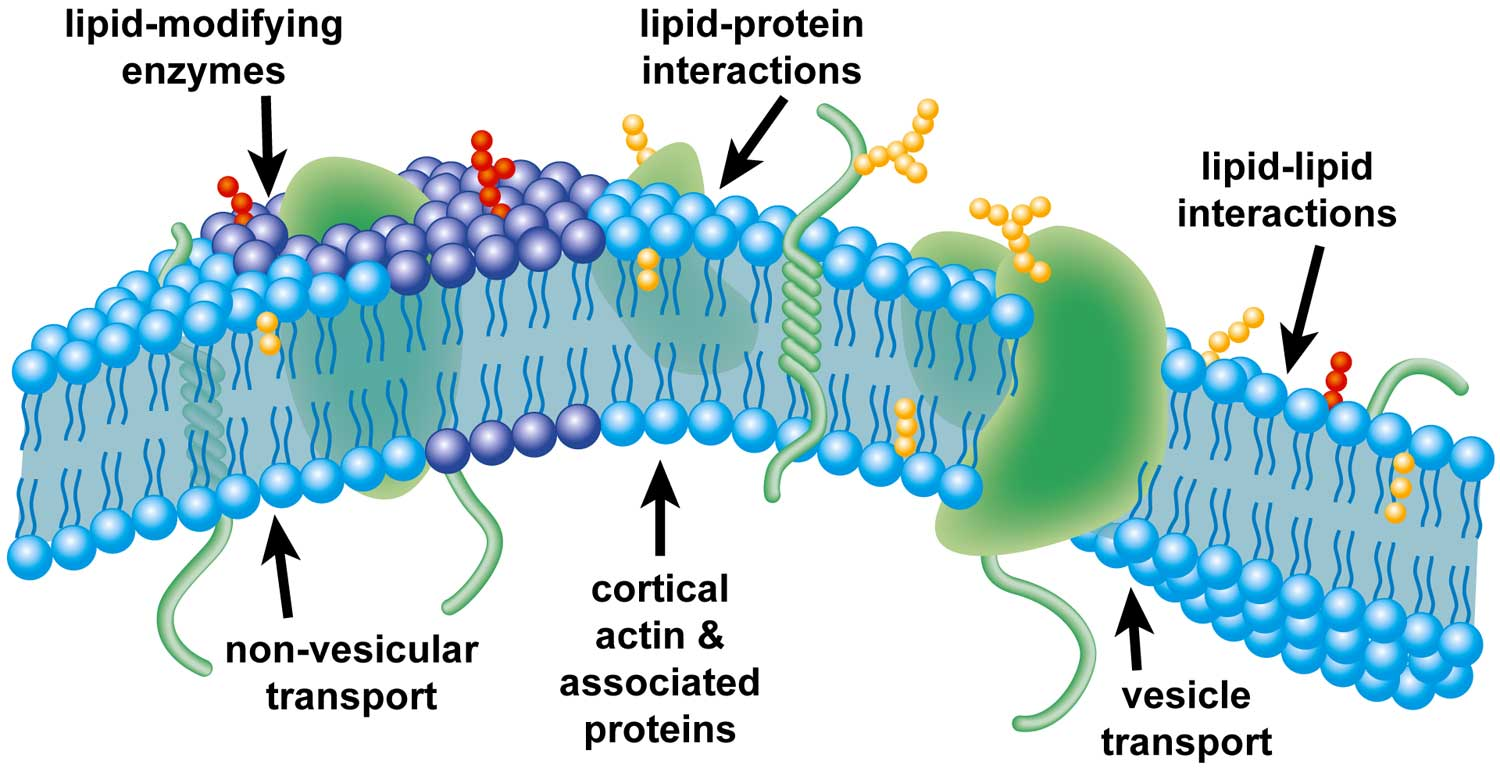
De compositie van een lipid raft is zeer heterogeen

Het bestuderen van lipid rafts is experimenteel lastig. Membraandomeinen in levende cellen zijn zeer klein en transiënt (snel komend en verdwijnend), iets dat directe waarneming of meting bemoeilijkt. Er zijn echter een aantal biochemische en microscopische methoden beschreven om de samenstelling, structuur en functionele eigenschappen van lipid rafts te ontrafelen.
Een van de oudste methoden is gebaseerd op de ontdekking dat lipid rafts – door hun relatief vaste, georganiseerde structuur – resistent zijn voor behandeling met milde detergentia zoals Triton X-100. Deze detergens-resistente membranen kunnen zo worden gescheiden van de rest van de cellulaire membranen door middel van gradiëntcentrifugatie, en hun samenstellende delen kunnen vervolgens verder onderzocht worden.
Het is mogelijk om lipid rafts microscopisch te bestuderen. Een veelgebruikte methode is gebruik van choleratoxine-B (CT-B), dat bindt aan een ganglioside die sterk verrijkt is in lipid rafts. De toxineverbinding wordt fluoroscent gelabeld en de lipid rafts kunnen zo met confocale microscopie zichtbaar gemaakt worden (evenals andere co-lokaliserende eiwitten). Voorts zijn er ook superresolutie-microscopen die met principes als single-particle tracking de lipid rafts in real-time kunnen vastleggen.
Cholesterol komt van nature voor in het plasmamembraan en is belangrijk voor stabilisering van lipid rafts. Depletie van cholesterol, bijvoorbeeld door toevoeging van methyl-β-cyclodextrine, is een van de manieren om de vorming van lipid rafts tegen te gaan, en daarmee hun fysiologisch belang te bestuderen.